# 킷캣 클락

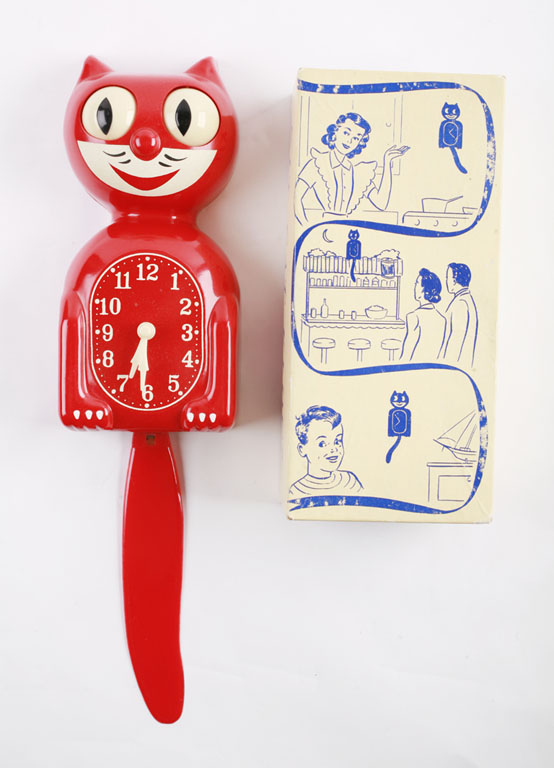
1940년대 디자인의 시계

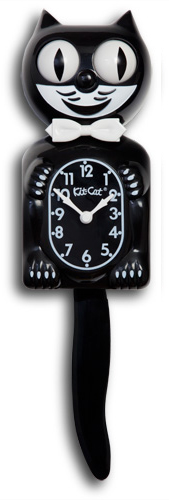
현재 디자인의 시계. 발이 4개임에 주목할 것.

킷캣 클락(영어: Kit-Cat Klock)은 진자 꼬리의 속도에 맞춰 눈이 회전하는 웃는 고양이 모양의 아르 데코 스타일의 특이한 벽시계이다. 보통 검은색이지만 다른 색과 디자인으로 만들어진 시계도 있다. 대중문화에서 주방의 상징이기도 하다.
최초의 킷캣 클락은 1932년에 Earl Arnault(1904-1971)에 의해 설계되었으며 오리건주의 포틀랜드에 있는 Allied Manufacturing Company에서 제작되었다. 연합군은 이후 1940년대 초 워싱턴주 시애틀로, 1962년 남부 캘리포니아로 이전하면서 캘리포니아 시계 회사로 이름을 바꾸었다. 시계의 디자인은 1930년대부터 1950년대 초까지는 두 개의 발이 있고 나비 넥타이가 없었던 1세대에서 네 개의 발과 나비 넥타이가 있는 최신 모델로 약간 변경되었다. 1960년대에는 정품 크리스털이 일부 시계에 악센트로 추가되었다. 1982년에 시계 문자판에 "Kit-Cat"이라는 단어가 추가되었다. 원래 시계는 AC 전원을 이용했지만 미국산 AC 모터의 부족으로 인해 1980년대 후반에 배터리 전원으로 시계가 재설계되었다.  지난 50년 동안 평균 3분마다 한 개의 시계가 판매된 것으로 추정된다.
킷캣 클락은 영화, 광고, TV 및 광고에서 자주 볼 수 있다. 캘리포니아 시계 회사에서 만든 몇 가지 다른 움직이는 시계인 올빼미와 푸들은 이 시퀀스에서 Kit-Cat 옆에 표시된다.
"Kit-Cat"이라는 이름은 캘리포니아 시계 회사의 상표이다.

## 같이 보기
- 검은 고양이